# Mkokotoni
Mkokotoni ist eine Stadt in Tansania auf der Insel Unguja. Die Kleinstadt liegt im teilautonomen Sansibar und ist Verwaltungszentrum des Distriktes Kaskazini A.

## Geographie
Mkokotoni liegt an der Nordwestküste von Unguja. Einen Kilometer vor der Küste liegt die kleine Insel Tumbatu.
Das Klima in der Stadt ist tropisch, Am nach der effektiven Klimaklassifikation. Es gibt in allen Monaten Niederschläge, am geringsten sind diese im Februar mit 50 Millimeter. In den Monaten April und Mai regnet es jeweils über 300 Millimeter. Die Durchschnittstemperatur liegt zwischen 25 und 30 Grad Celsius, am kühlsten ist es im August, am heißesten im Februar.

## Geschichte
Im Jahr 1984 wurden chinesische und arabische Münzen aus dem 11. bis zum 14. Jahrhundert gefunden, die auf eine rege Handelsbeziehung in dieser Zeit hinweisen.

## Einrichtungen und Dienstleistungen
- Bildung: In der Stadt gibt es eine Vorschule und eine Grundschule, wo 750 Schüler von 22 Lehrkräften unterrichtet werden (Stand 2016).[4]
- Gesundheit: Für die medizinische Versorgung der Bevölkerung gibt es ein Gesundheitszentrum. Im Jahr 2015 war von 78 getesteten Personen eine HIV-positiv, im Jahr 2016 waren alle 184 getesteten Personen negativ.[5]
- Wasser: Im Jahr 2017 hatte rund ein Viertel der Häuser einen Anschluss an die Wasserversorgung.[6]
- Elektrizität: Fast ein Viertel der Haushalte ist an das Stromnetz angeschlossen (Stand 2015).[7]

## Wirtschaft und Infrastruktur
- Fischerei: In Mkokotoni gibt es ein Fischereizentrum, in dem von 400 Fischern jährlich rund 100 Tonnen Fisch gefangen werden.[8]
- Handel: Die über hundert registrierten Händler verkaufen neben den Fischen auch Gemüse und Gewürze.[9][10]